# الظهار (إب)

تعديل مصدري - تعديل

الظهار محلة تابعة لقرية نوابه السفلى، التابعة لعزلة شعب يافع بمديرية إب إحدى مديريات محافظة إب في الجمهورية اليمنية.، بلغ تعداد سكانها 242 حسب تعداد اليمن لعام 2004.